# Dracophyllum latifolium
Dracophyllum latifolium är en ljungväxtart som beskrevs av Allan Cunningham. Dracophyllum latifolium ingår i släktet Dracophyllum och familjen ljungväxter. Inga underarter finns listade i Catalogue of Life.